# Dragunov SVU
Dragunov SVU (Tiếng Nga: Снайперская винтовка укороченная, Snayperskaya Vintovka Ukorochennaya, súng bắn tỉa ngắn) hay còn gọi là OTs-03 (ОЦ-03) là súng bắn tỉa có thiết kế bullpup có thiết kế phát triển từ khẩu Dragunov SVD. Thiết kế này được phát triển bởi TSKIB SOO (một phần của Konstruktorskoe Buro Priborostroeniya). Khẩu SVU lần đầu tiên được nhìn thấy sử dụng là trong cuộc chiến tranh Chechnya lần thứ nhất.

## Phát triển
Dragunov SVU được bắt đầu phát triển từ những năm 1990, nhằm để đáp ứng với các nhu cầu của lực lượng an ninh trong Bộ Nội vụ Nga để có thể tác chiến và tăng độ cơ động trong địa hình đô thị so với khẩu Dragunov SVD quá dài, như đội OMON. Thiết kế của SVU nhanh chóng được thông qua, nhưng các chủ thầu cũng yêu cầu phát triển một loại tương tự có thể bắn tự động, từ đó nhà sản xuất đã phát triển thêm phiên bản SVU-A.

## Hình dáng và tính năng
Theo kế hoạch ban đầu, các nhà thiết kế chỉ hiện đại hóa một chút khẩu Dragunov SVD cũ kỹ. Tuy nhiên, khi thiết kế hoàn chỉnh ra đời, thì hầu hết các chi tiết cũng như nguyên lý hoạt động của loại súng "cải tiến" này đã hoàn toàn thay đổi. Chính vì vậy tên gọi mới SVU đã được đặt cho dòng súng mới này.
Một bộ phận chống giật được gắn vào hấp thụ đến 40% lực phản lực khi bắn và bán súng có phần đuôi đàn hồi với một dãy lò xo áp vào xạ thủ. Tiếng động khi bắn cũng giảm xuống đáng kể khi gắn thêm bộ phận hãm thanh có thể giảm âm thanh xuống mức 150 decibel giúp bảo vệ tai của xạ thủ và tăng khả năng chống bị phát hiện ở tầm xa.
Một điểm khác biệt chính nữa của SVU và SVD là băng đạn của SVU được chuyển ra phía sau tay cầm cò súng và thay băng tay cầm có 4 khe nắm cùng với nòng súng ngắn hơn 100 cm khiến cho SVU trở thành một loại súng bắn tỉa có trọng tâm hoàn hảo trong các loại súng.
Vào năm 1991, Bộ Nội vụ Nga yêu cầu tạo ra một mẫu SVU có khả năng bắn tự động, các nhà thiết kế đã cho ra đời mẫu SVU-A. Khác với SVU nguyên thủy chỉ có chế độ bắn bán tự động, thì SVU-A có bổ sung thêm chế độ bắn hoàn toàn tự động. Tuy nhiên, thường chế độ này chỉ được sử dụng khi mà xạ thủ gặp nguy hiểm trong tầm gần. Trọng tâm của loại súng này được bổ sung khi gắn thêm chân chống phía trước. Cùng với băng đạn 20 đến 30 viên làm tăng khả năng tác chiến khi sử dụng chế độ tự động và ống nhắm trên khẩu SVU-A có thể tháo ra để thay các ống khác thích hợp hơn trong khi xạ thủ không thể làm việc này với SVU.
Cho dù khẩu SVU có điểm ruồi nhưng nó có thể sử dụng được hầu hết các loại ống nhắm do Nga sản xuất. Tuy nhiên, loại ống nhắm PSO-1 là loại được thường xuyên sử dụng nhất vì nó có rất nhiều đặc tính hữu dụng cho các xạ thủ như khả năng nhìn trong đêm, khả năng tính khoảng cách đến mục tiêu với số khoảng cách ở phía dưới bên phải, thước đo tốc độ và hướng gió, và điểm ngắm chữ V tính bù độ cong của đường đạn.
SVU còn được thiết kế loại chân chống có thể điều chỉnh và bộ phận chống chớp sáng, có thể gắn lưỡi lê hay đèn pin. tầm bắn của SVU lên tới 1800 m do chiều dài nòng súng không thua kém nhiều loại súng bắn tỉa khác mà chỉ được giảm bớt phần báng súng phía sau và đưa tay cầm lên phía trước.(hầu hết các khẩu súng bắn tỉa hiện đại có tầm hiệu quả trên 1000 m) và tốc độ bắn ở chế độ tự động là 30 viên/phút còn ở chế độ bắn tỉa là 5 viên/phút.

## Các nước sử dụng
- Nga: Được sử dụng bởi Bộ Nội vụ Nga.
- Yemen: Một số được nhập khẩu trước khi lật đổ chính phủ Ali Abdullah Saleh